# سیکلوپنتادی‌انیل‌مولیبدن تری‌کربونیل دیمر
سیکلوپنتادی‌انیل‌مولیبدن تری‌کربونیل دیمر (به انگلیسی: Cyclopentadienylmolybdenum tricarbonyl dimer) با فرمول شیمیایی Mo2(η-C5H5)2(CO)6 یک ترکیب شیمیایی است؛ که جرم مولی آن ۴۸۹٫۹۶ g/mol می‌باشد. شکل ظاهری این ترکیب، قرمز تیره بلورهای جامد است.